# Militärflugplatz Amendola

i8
i11
i13
Der Militärflugplatz Amendola (ICAO-Code: LIBA) liegt in der italienischen Region Apulien, 15 Kilometer nordöstlich der Provinzhauptstadt Foggia, auf dem Gebiet der Gemeinden San Giovanni Rotondo und Manfredonia, bei dem Weiler Amendola. Da sich Amendola näher bei Foggia als bei Manfredonia befindet, wird der Flugplatz auch als „Foggia-Amendola“ bezeichnet, in Abgrenzung zum zivilen Flughafen Foggia.

## Infrastruktur
Amendola ist mit einer Fläche von über 1000 Hektar einer der größten italienischen Militärflugplätze. Der Haupteingang, Kasernenanlagen und Ausbildungseinrichtungen befinden sich im Nordwesten des Flugplatzgeländes an der Staatsstraße 89 bei der Siedlung Villaggio Amendola. Der Flugplatz hat eine rund 2700 Meter lange von Nordwesten nach Südosten verlaufende asphaltierte Start- und Landebahn (11/29). Die südliche parallele Rollbahn und eine Richtung Südwesten verlaufende Reservepiste (02/12) stehen als Start- und Landebahnen nur in Notfällen zur Verfügung. Die Abstellpositionen für Flugzeuge wurden entlang der nördlichen Rollbahn gebaut; dort befinden sich auch einige Hangars. Hardened Aircraft Shelters gibt es in Amendola nicht, es wurden jedoch modernere leichte Flugzeugunterstände für 30 Kampfflugzeuge errichtet. Ältere, kleinere, zum Teil nicht mehr genutzte Vorfelder oder Abstellpositionen befinden sich im Süden.

## Nutzung
Der Flugplatz wird derzeit von einem Geschwader (32º Stormo) der italienischen Luftwaffe genutzt, das mit Drohnen und Mehrzweckkampfflugzeugen des Typs Lockheed Martin F-35 ausgerüstet ist. Darüber hinaus ist er Standort einer kleinen luftbeweglichen Jägereinheit der Carabinieri.

## Geschichte
Der Militärflugplatz Amendola gehörte im Zweiten Weltkrieg zu den so genannten „Flugfeldern von Foggia“ (Foggia Airfield Complex). Einige dieser Flugfelder entstanden in den weiten Ebenen der Provinz Foggia bereits während des Ersten Weltkriegs. Bis 1943 dienten sie Italienern und dann auch Deutschen für Militäroperationen auf dem Balkan. Im Sommer 1943 wurden die Flugfelder von Foggia und auch die Stadt selbst von Bombern der Alliierten angegriffen, schwer zerstört und kurz danach von deren Bodentruppen besetzt. Nach Instandsetzungs- und Ausbaumaßnahmen flogen die Alliierten von hier aus Angriffe auf Ziele in Norditalien, Südfrankreich, Süddeutschland, Österreich und auf dem Balkan. Amendola wurde bis 1945 einer der größten Bomber-Stützpunkte der United States Army Air Forces in Europa. Ihrer 15th Air Force in Bari unterstanden unter anderem die 2nd und die 97th Bombardment Group auf B-17, die 321st Bombardment Group auf B-25 und die 57th Fighter Group auf P-47, die alle in Amendola stationiert waren.
Am 1. Februar 1947 übernahm die italienische Luftwaffe den Militärflugplatz Amendola, die hier 1951 eine Flugschule für Jetpiloten einrichtete. Zunächst setzte man zu diesem Zweck die De Havilland DH.100 Vampire ein, ab 1953 dann die Lockheed T-33. Die 1951 auf dem Flughafen Foggia mit Flugzeugen des Typs De Havilland DH.113 Vampire NF aufgestellte Nachtjäger- und Allwetterflugschule wurde 1954 übernommen. Im Jahr 1964 erhielt die Flugschule in Amendola ihre ersten zweisitzigen Fiat G.91T, die hier über 30 Jahre für die fortgeschrittene Pilotenausbildung eingesetzt wurden. 1986 benannte man den Ausbildungsverband in Amendola in 60ª Brigata Aerea oder „60. Luftbrigade“ um, da die Luftwaffenführung auch den Flugschulen einen Geschwader-Status zuerkannte. Geschwader mit mehr als zwei fliegenden Staffeln und zusätzlichen besonderen Einheiten können in Italien auf Brigade-Niveau angehoben werden. Wegen ihrer drei fliegenden Staffeln (201º, 204º, 205º Gruppo) und ihrer sonstigen Ausbildungseinrichtungen erhielt die Schule in Amendola diesen Brigade-Status.
Das im Jahr 1967 in Brindisi wiederaufgestellte 32. Geschwader (32º Stormo), das die zweistrahlige G.91Y flog, zog 1993 nach Amendola um und übernahm den dortigen, mittlerweile verkleinerten Ausbildungsverband. Bis 1995 wurden alle G.91 ausgemustert und durch modernere AMX ersetzt. Mit diesen Flugzeugen nahm das Geschwader 1997 und 1999 an NATO-Einsätzen über dem ehemaligen Jugoslawien teil. Während des Kosovokrieges operierten von Amendola aus auch belgische und niederländische F-16. 2002 stellte die italienische Luftwaffe in Amendola ihre ersten Predator-Drohnen in Dienst, die später zusammen mit den AMX-Kampfflugzeugen unter anderem in Afghanistan eingesetzt wurden.
Wegen der in Amendola anstehenden Einführung der Lockheed Martin F-35 und der damit in Zusammenhang stehenden Vorbereitungen und Neuordnungen wurde im Dezember 2013 eine von ehemals zwei hier stationierten AMX-Staffeln (13º Gruppo) aufgelöst. Die zweite AMX-Staffel (101º Gruppo OCU) verlegte im Juli 2014 nach Istrana. Der Flugplatz wurde dann wegen der anstehenden Einführung der F-35 modernisiert. Die ersten Flugzeuge dieses Typs trafen Ende 2016 in Amendola ein. Die ersten für ein zweites Geschwader (6º Stormo) im norditalienischen Ghedi vorgesehenen F-35A wurden 2022 vorübergehend in Amendola stationiert.

## Zwischenfälle
- Am 4. Januar 1990 wurde eine Fiat G.91T1 der italienischen Luftwaffe (Luftfahrzeugkennzeichen MM unbekannt) bei einem Flugunfall kurz nach dem Start vom Militärflugplatz Amendola nahe der Stadt Foggia zerstört. Der Pilot, ein Flugschüler auf einem Alleinflug, kam dabei ums Leben.[4][5]

## Bilder

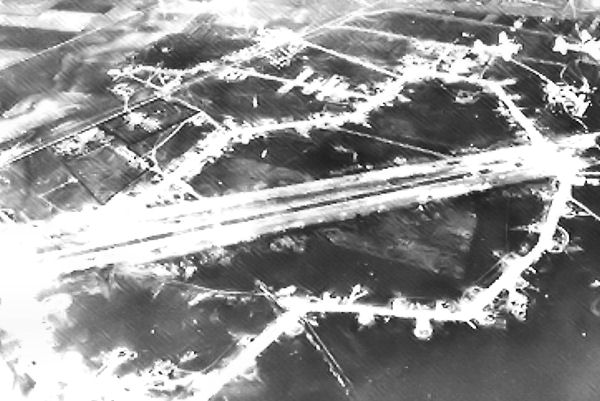
Amendola Airfield 1944
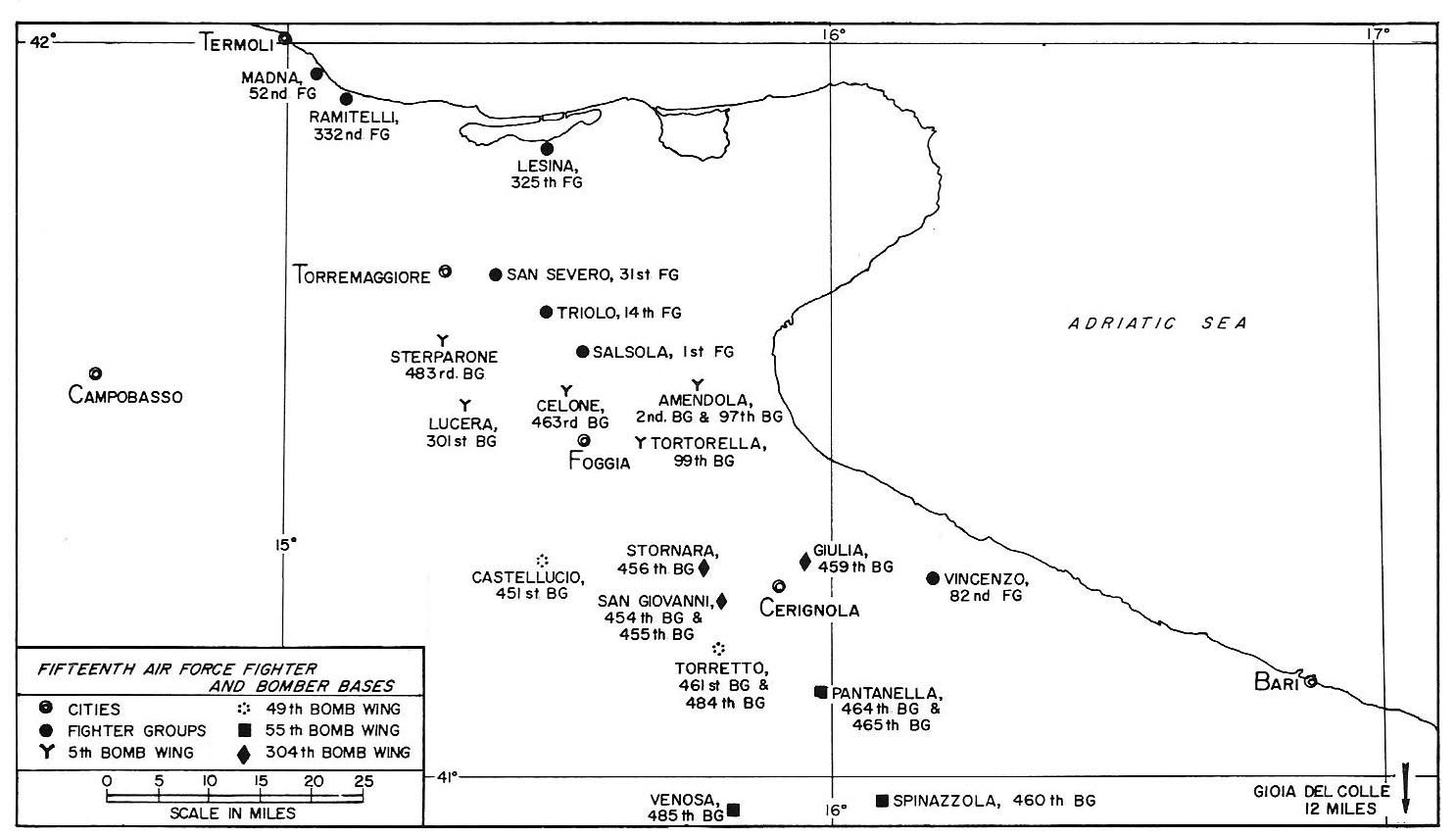
Foggia Airfield Complex 1945
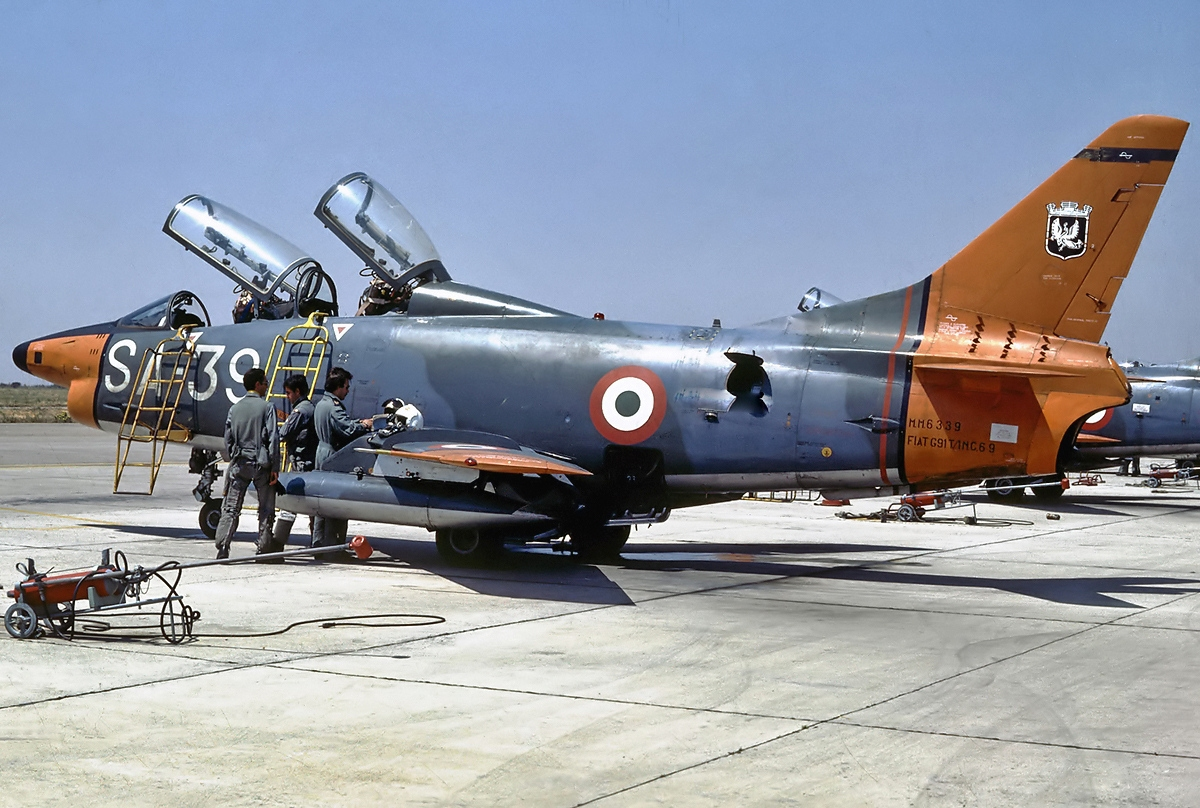
G.91T in Amendola
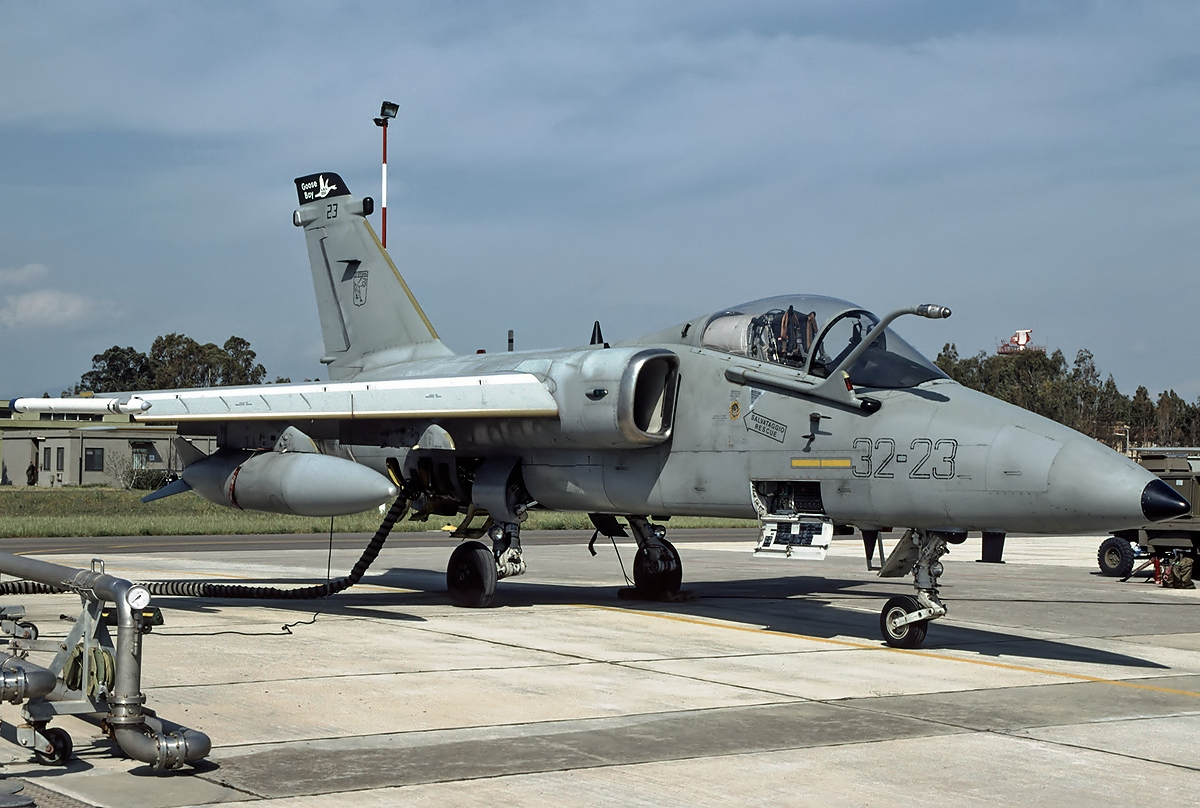
AMX in Amendola
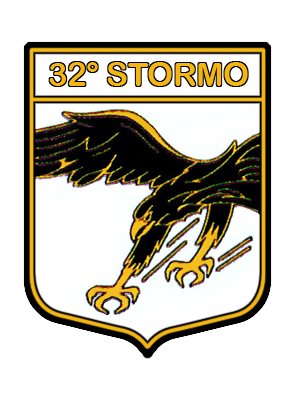
Wappen 32º Stormo

## Sonstiges
Der rund 15 Kilometer südlich von Amendola gelegene Militärflugplatz Borgo Mezzanone bei Orta Nova (manchmal auch als Flugplatz Borgo Incoronata bezeichnet; Lage: ⊙; ICAO: LIBO) wurde im Kalten Krieg als Reserveflugplatz, Treibstofflager und Munitionsdepot genutzt und unterstand der Flugschule in Amendola. Das Flugplatzgelände mit der knapp drei Kilometer langen Start- und Landebahn 10/28 wird derzeit als Flüchtlingslager genutzt.